# Neivamyrmex pilosus
Neivamyrmex pilosus é uma espécie de formiga do gênero Neivamyrmex.